# Pyrrhura picta caeruleiceps
Pyrrhura picta caeruleiceps is een vogel uit de familie Psittacidae (papegaaien van Afrika en de Nieuwe Wereld).  Door BirdLife International wordt deze ondersoort als aparte soort beschouwd met aparte vermelding op de Rode Lijst van de IUCN. Het is een bedreigde, endemische vogelsoort in berggebieden in  Colombia en Venezuela. De vogel werd in 1947 als een ondersoort Pyrrhura subandina caeruleiceps door Walter Edmond Clyde Todd beschreven. In het Engels wordt de vogel Parija parakeet  (parijaparkiet) genoemd.

## Kenmerken
De vogel is 22 cm lang. Het is een merendeels groene parkiet met een middellange staat met donkerrode veren. De vleugelveren zijn blauw, de borst heeft donkergrijze veren met roomkleurige uiteinden, daaronder is de buik donkerrood. Onder het oog is een rode vlek, daarachter een ronde witte vlek. De  kruin is blauw, meer naar achter met meer bruin gekleurde veertjes.

## Verspreiding en leefgebied
De vogel komt voor in de noordelijke en noordwestelijke uitlopers in Noord-Colombia van de Andes en in de Serranía del Perijá in het grensgebied tussen Colombia en Venezuela. Het leefgebied bestaat uit bos afgewisseld met kleinschalig agrarisch landschap op berghellingen tussen de 400 en 2200 meter boven zeeniveau.

## Status
De parijaparkiet heeft een beperkt en bedreigd verspreidingsgebied en daardoor is de kans op uitsterven aanwezig. De grootte van de populatie werd in 2016 door BirdLife International geschat op 1000 tot 2500 volwassen individuen en de populatie-aantallen nemen af door habitatverlies. Het leefgebied wordt aangetast door ontbossing waarbij natuurlijk bos wordt omgezet in gebied voor agrarisch gebruik zoals grootschalige beweiding met vee. Om deze redenen staat deze soort als bedreigd op de Rode Lijst van de IUCN.
Er gelden beperkingen voor de handel in deze parkiet, want de soort staat in de Bijlage II van het CITES-verdrag.